# Elymus libanoticus
Elymus libanoticus là một loài thực vật có hoa trong họ Hòa thảo. Loài này được (Hack.) Melderis mô tả khoa học đầu tiên năm 1978.